# Jugezhuang, Peking
Jugezhuang (kinesiska: 巨各庄) är en köping i Kina. Den ligger i stadsdistriket Miyun i Pekings storstadsområde, i den norra delen av landet, omkring 68 kilometer nordost om stadskärnan. Antalet invånare är 23 017. Befolkningen består av 11 184 kvinnor och 11 833 män. Barn under 15 år utgör 10,0 %, vuxna 15-64 år 77 %, och äldre över 65 år 12,0 %.